# Рациональное водопользование

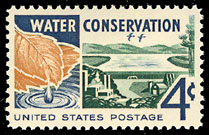
Марка США, посвященная рациональному водопользованию

Рациональное водопользование — комплекс мер по уменьшению потребления воды и повышению эффективности переработки сточных вод в целях ресурсосбережения, охраны природы и для повышения экономической эффективности в промышленности, жилищно-коммунальном и сельском хозяйстве.

## Меры
Меры по рациональному водопользованию включают:
1. Любое существенное уменьшение потерь воды, её использования или загрязнения, равно как и сохранение качества водных ресурсов.
2. Уменьшение использования воды посредством внедрения мер сохранения водных ресурсов или повышения эффективности использования воды.
3. Внедрение систем управления водными ресурсами, сокращающих или благоприятствующих уменьшению избыточного потребления воды.

## Цели
Основные цели, достигаемые мерами по рационализации водопользования:
- Возобновляемость. Для обеспечения доступности водных ресурсов для будущих поколений, водозабор свежей воды не должен превышать природный коэффициент замещения воды.
- Сохранение энергии. Мероприятия по откачке воды, её доставке и обработке сточных вод потребляют значительное количество энергии. В некоторых регионах мира, 15 % общего потребления энергии уходит на мероприятия, связанные с управлением водными ресурсами.
- Сохранение естественной среды обитания. Уменьшение потребления воды со стороны человека помогает сохранить естественную водную среду, важную для местной флоры и фауны, а также увеличивает общий водоток. Также уменьшается необходимость строительства новых плотин и других сооружений для водозабора.

## Реализация программ по рациональному водопользованию

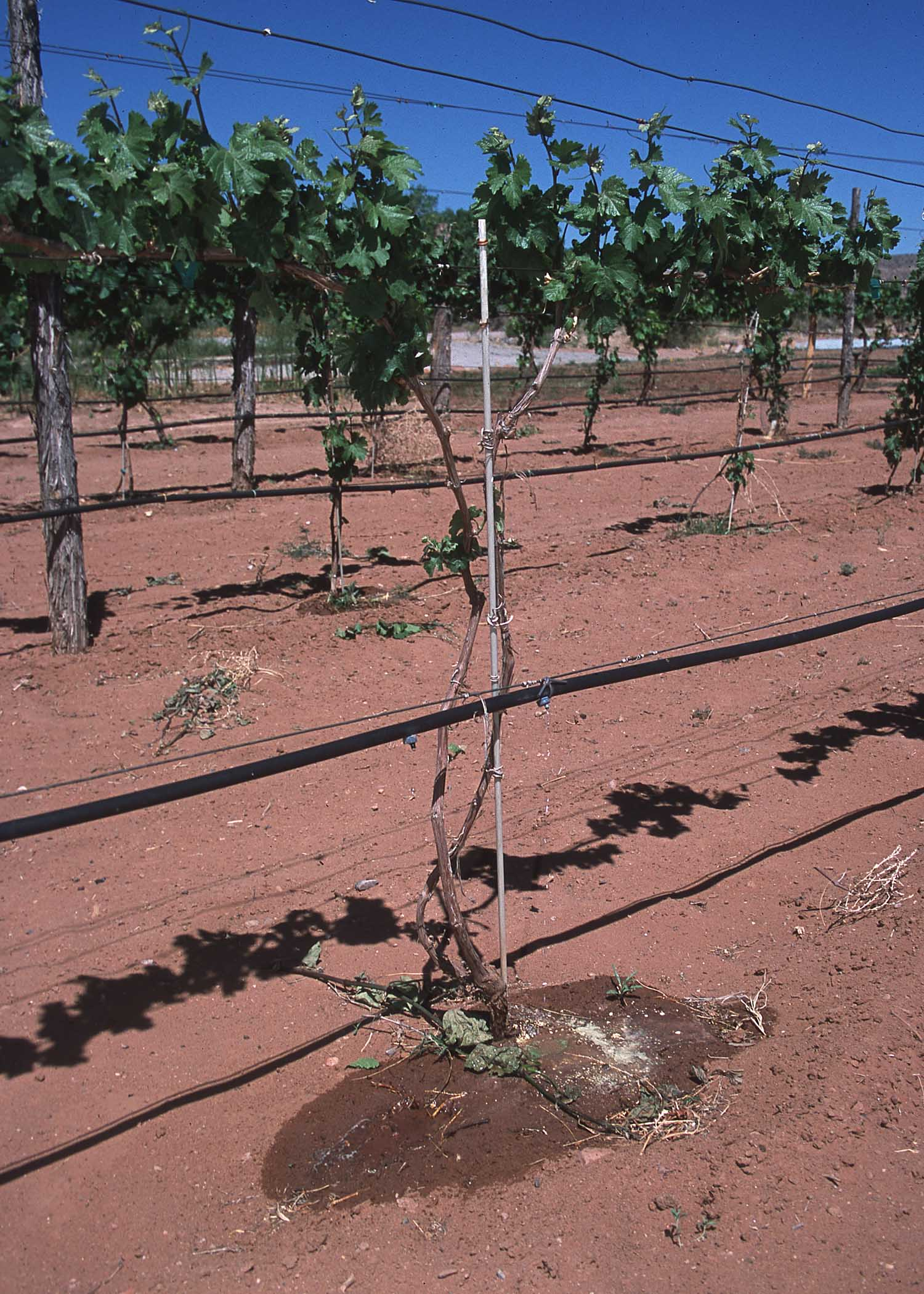
Капельное орошение в штате Нью-Мехико

Как правило, программы по охране и рациональному использованию воды инициируются на местном уровне, либо местными муниципальными властями, либо региональными структурами. Основные стратегии включают в себя социальные рекламные кампании, разноуровневую цену за воду (чем больше потребление воды — тем выше стоимость), или запрет на использование воды вне дома (полив газона или мойка машины). В США, города, расположенные в зонах с сухим климатом, часто требуют установку систем «сухого полива» или использования лишь естественной растительности в новых домах для уменьшения общего потребления воды.
Одной из самых важных целей по охране воды является повсеместная установка измерительных систем. Распространение счетчиков потребления воды в частном секторе, очень отличается в разных странах мира. Последние опросы показали, что в Великобритании лишь 30 % домохозяйств используют счетчики по измерению потребления воды, в Канаде — 61 %. Несмотря на существование противоречивых мнений о полезности установки водомеров в частных домах, по оценке американского Агентства по охране окружающей среды, данная мера может снизить потребление на величину от 20 до 40 процентов. Системы учёта не только информируют потребителя об уровне потребления воды, но являются отличным средством для выявления и локализации протечек.
Некоторые исследователи проблематики считают, что усилия по охране водных ресурсов и бережного с ними обращения, в первую очередь, должны быть обращены к фермерам, так как на нужды сельского хозяйства используется 70 % всей потребляемой в мире воды. Сельскохозяйственный сектор большинства стран мира важен как с экономической, так и с политической точки зрения, поэтому лобби противников мер уменьшения потребления воды фермерами существенно. Сторонники внедрения мер по рациональному водопользованию настаивают на принятии более жёстких законов по водоохране, стимулирующих применение более совершенных технологий орошения.

## Рациональное водопользование в быту
Наиболее популярные водосберегающие технологии для бытового использования:
- Душевые кабинки низкого расхода воды, которые также зачастую называют энергосберегающими, так как они используют меньше энергии.
- Использование туалетов с низким расходом воды и пудр-клозетов. Они особо актуальны для стран третьего мира, так как традиционный Западный туалет использует большие объёмы воды.
- Туалеты двойного слива — включают в себя две кнопки или рычага для слива воды. Туалеты двойного слива используют для слива на 67 % меньше воды, чем обычные туалеты.
- Использование морской или дождевой воды для слива.
- Использование аэраторов, которые расщепляют водный поток на капли и, поддерживая «эффективность смывания», используют меньшее количество воды. Также от них нет брызг.
- Повторное использование сточных вод для смывания туалетов или орошения садов.
- Переработка сточных вод посредством их очищения.
- Сбор дождевой воды.
- Использование более эффективных стиральных машин.
- Система орошения, основанная на уровне влажности.
- Использование специальных сопел, автоматически перекрывающих воду в садовых шлангах.

## Рациональное водопользование в сфере обслуживания
Многие водосберегающие устройства (такие например как туалеты с низким расходом воды), которые полезны при использовании в бытовом секторе, также могут быть применимы и на предприятиях обслуживания или организациях. Другими технологиями, позволяющими более рационально использовать воду являются:
- безводные автомойки;
- инфракрасные краны, которые могут помочь сократить потребление воды на кухне и в ванной;
- «водные щётки», использующие воду под большим давлением, могут заменить шланги для чистки поверхностей;
- использование ультрафиолетового излучения для очищения сточных вод;
- водосберегающие паровые стерилизаторы для использования в больницах и медицинских центрах.

## Рациональное водопользование в сельском хозяйстве
Рационализация водопользования при орошении требует уменьшения потерь, связанных с испарением, уходом вод в сточные источники. Наиболее эффективным с точки зрения водопользования является капельное орошение, однако его использование для крупных хозяйств экономически неэффективно, поэтому оно характерно только для приусадебного применения.
Так как изменение систем орошения зачастую является достаточно дорогостоящим мероприятием, наибольшее внимание фермеров должно быть обращено на увеличение эффективности использования существующей системы. Например, глубокое разрыхление почвы, создание борозд во избежание попадания воды в сточные потоки, использование увлажнения почвы и сенсоров дождя для регулирования орошения. Обычно данных мер достаточно для более эффективного контроля за водопользованием существующей системы орошения.